# Brent Sutter
Pour les articles homonymes, voir Sutter.
Brent Colin Sutter (né le 10 juin 1962 à Viking au Canada) est un joueur professionnel de hockey sur glace.

## Carrière de Joueur
Brent Sutter est le 5e enfant d'une famille dont six des sept enfants ont été repêchés par une équipe de la Ligue nationale de hockey. Avec ses frères Brian, Darryl, Duane, les jumeaux Ron et Rich, il forme la famille canadienne à avoir compté le plus grand nombre de membres dans la LNH. Durant 24 saisons, de 1976-1977 à 2000-2001, on retrouve au moins un des frères endossant l'uniforme d'une équipe. Cette séquence se termine lorsque Ron, le dernier encore actif en tant que joueur se retire à l'été 2001. Au total, les six frères ont joué 4 994 parties et marqué 2 935 points. Ceci qui fit dire un jour à l'ancien entraîneur des Devils du New Jersey, Pat Burns : « Si je devait être adopté un jour, j'aimerais que ce soit par la famille Sutter ».[réf. nécessaire]
Le plus prolifique des Sutter fut Brent. En carrière dans la LNH, il marque 829 points en 1 111 parties, récoltant deux Coupe Stanley avec les Islanders de New York au début des années 1980. Sa meilleure saison reste celle de 1984-1985 alors qu'il récolte 42 buts et un total de 102 points.
Brent fait son apparition dans la LNH lorsque les Islanders font de lui leur premier choix (17e au total) lors du repêchage de 1980, au même rang que son frère Duane, repêché l'année précédente par ces mêmes Islanders.
Avant d'aller rejoindre Duane, Brent passe encore une saison au niveau junior avec les Broncos de Lethbridge dans la Ligue de hockey de l'Ouest où il a comme partenaire de trio ses frères Rich et Ron. Il passe les dix saisons suivantes dans l'uniforme des Islanders avant d'être échangé avec Brad Lauer aux Blackhawks de Chicago en retour d'Adam Creighton et Steve Thomas au début de la saison 1991-1992. Il joue ses sept dernières saisons avec les Hawks. Durant cette période, il a durant un certain temps son grand frère Darryl comme entraîneur.
Il joue également pour Équipe Canada lors de tournois internationaux où il est notamment membre avec Rick Tocchet de la Kamikaze Line, ligne d'attaque qui avait été créée pour intimider les adversaires.
Au terme de la saison 1997-1998, il annonce son retrait de la compétition et deux ans plus tard, il imite ses frères Darryl et Brian en devenant entraîneur.

### Carrière d'entraîneur
Le 11 mai 1999, Brent Sutter devient le propriétaire des Rebels de Red Deer de la WHL ; il se nomme directeur-général et entraîneur-chef du club. De 2001 à 2003, il conduit le club à trois championnats de conférence, il gagne d'ailleurs la Coupe Memorial, coupe remise à la meilleure équipe junior majeur au Canada, en 2001. En 2006-2007, son fils Brandon joue pour lui avec les Rebels.
Il est en 2005 et en 2006 l'entraîneur-chef de l'équipe nationale du Canada au championnat du monde junior de hockey sur glace, gagnant la médaille d'or lors des deux années. L'équipe reste invaincue avec Sutter à sa tête et il est appelé à en être l'entraîneur lors de la Super-Série opposant le Canada à la Russie en 2007.
Avant le début de la saison 2007-2008, il démissionne de son poste de directeur général et cède son poste d'entraîneur à son frère Brian pour de signer un contrat à titre d'entraîneur avec les Devils du New Jersey, tout en restant propriétaire des Rebels.
Il remet sa démission d'entraîneur des Devils, le 9 juin 2009, évoquant des raisons personnelles.

### Famille dans le sport
Outre ses frères, Brent a un fils, Brandon, qui s'aligne avec les Rebels de Red Deer, dans la WHL. Il a été repêché par la Caroline en 2007, au premier tour. Brent a également un neveu hockeyeur, Brett.

## Statistiques

### Statistiques de joueur
| Saison               | Équipe                | Ligue                |       | Saison régulière | Saison régulière | Saison régulière | Saison régulière | Saison régulière | Saison régulière |    | Séries éliminatoires | Séries éliminatoires | Séries éliminatoires | Séries éliminatoires | Séries éliminatoires | Séries éliminatoires |
| Saison               | Équipe                | Ligue                | PJ    | B                | A                | Pts              | Pun              | +/-              | PJ               | B  | A                    | Pts                  | Pun                  | +/-                  |                      |                      |
| 1979-1980            | Broncos de Lethbridge | LHOu                 | 5     | 1                | 0                | 1                | 2                | –                | —                | —  | —                    | —                    | —                    | —                    |                      |                      |
| 1980-1981            | Islanders de New York | LNH                  | 3     | 2                | 2                | 4                | 0                | 2                | —                | —  | —                    | —                    | —                    | —                    |                      |                      |
| 1980-1981            | Broncos de Lethbridge | LHOu                 | 68    | 54               | 54               | 108              | 116              | –                | 9                | 6  | 4                    | 10                   | 51                   | –                    |                      |                      |
| 1981-1982            | Islanders de New York | LNH                  | 43    | 21               | 22               | 43               | 114              | 28               | 19               | 2  | 6                    | 8                    | 36                   | –                    |                      |                      |
| 1981-1982            | Broncos de Lethbridge | LHOu                 | 34    | 46               | 34               | 80               | 162              | –                | —                | —  | —                    | —                    | —                    | —                    |                      |                      |
| 1982-1983            | Islanders de New York | LNH                  | 80    | 21               | 19               | 40               | 128              | 14               | 20               | 10 | 11                   | 21                   | 26                   | —                    |                      |                      |
| 1983-1984            | Islanders de New York | LNH                  | 69    | 34               | 15               | 49               | 69               | 4                | 20               | 4  | 10                   | 14                   | 18                   | —                    |                      |                      |
| 1984-1985            | Islanders de New York | LNH                  | 72    | 42               | 60               | 102              | 51               | 42               | 10               | 3  | 3                    | 6                    | 14                   | —                    |                      |                      |
| 1984                 | Canada                | Can-cup              | 8     | 2                | 2                | 4                | 10               | -                | —                | —  | —                    | —                    | —                    | —                    |                      |                      |
| 1985-1986            | Islanders de New York | LNH                  | 61    | 24               | 31               | 55               | 74               | 11               | 3                | 0  | 1                    | 1                    | —                    | 2                    |                      |                      |
| 1986                 | Canada                | CM                   | 8     | 4                | 7                | 11               | 8                | –                | —                | —  | —                    | —                    | —                    | —                    |                      |                      |
| 1986-1987            | Islanders de New York | LNH                  | 69    | 27               | 36               | 63               | 73               | 23               | 5                | 1  | 0                    | 1                    | 4                    | —                    |                      |                      |
| 1987-1988            | Islanders de New York | LNH                  | 70    | 29               | 31               | 60               | 55               | 13               | 6                | 2  | 1                    | 3                    | 18                   | 2                    |                      |                      |
| 1987                 | Canada                | Can-Cup              | 9     | 1                | 3                | 4                | 6                | –                | —                | —  | —                    | —                    | —                    | —                    |                      |                      |
| 1988-1989            | Islanders de New York | LNH                  | 77    | 29               | 34               | 63               | 77               | -12              | —                | —  | —                    | —                    | —                    | —                    |                      |                      |
| 1989-1990            | Islanders de New York | LNH                  | 67    | 33               | 35               | 68               | 65               | 9                | 5                | 2  | 3                    | 5                    | 2                    | 0                    |                      |                      |
| 1990-1991            | Islanders de New York | LNH                  | 75    | 21               | 32               | 53               | 49               | -8               | —                | —  | —                    | —                    | —                    | —                    |                      |                      |
| 1991-1992            | Islanders de New York | LNH                  | 8     | 4                | 6                | 10               | 6                | -5               | —                | —  | —                    | —                    | —                    | —                    |                      |                      |
| 1991-1992            | Blackhawks de Chicago | LNH                  | 61    | 18               | 32               | 50               | 30               | -5               | 18               | 3  | 5                    | 8                    | -2                   | 22                   |                      |                      |
| 1991                 | Canada                | Can-Cup              | 8     | 3                | 1                | 4                | 6                | –                | —                | —  | —                    | —                    | —                    | —                    |                      |                      |
| 1992-1993            | Blackhawks de Chicago | LNH                  | 65    | 20               | 34               | 54               | 67               | 10               | 4                | 1  | 1                    | 2                    | 0                    | 4                    |                      |                      |
| 1993-1994            | Blackhawks de Chicago | LNH                  | 73    | 9                | 29               | 38               | 43               | 17               | 6                | 0  | 0                    | 0                    | 2                    | 0                    |                      |                      |
| 1994-1995            | Blackhawks de Chicago | LNH                  | 47    | 7                | 8                | 15               | 51               | 6                | 16               | 1  | 2                    | 3                    | 4                    | 1                    |                      |                      |
| 1995-1996            | Blackhawks de Chicago | LNH                  | 80    | 13               | 27               | 40               | 56               | 14               | 10               | 1  | 1                    | 2                    | 6                    | -3                   |                      |                      |
| 1996-1997            | Blackhawks de Chicago | LNH                  | 39    | 7                | 7                | 14               | 18               | 10               | 2                | 0  | 0                    | 0                    | 6                    | -2                   |                      |                      |
| 1997-1998            | Blackhawks de Chicago | LNH                  | 52    | 2                | 6                | 8                | 28               | -6               | —                | —  | —                    | —                    | —                    | —                    |                      |                      |
| Totaux LNH           | Totaux LNH            | Totaux LNH           | 1 111 | 363              | 466              | 829              | 1 054            | 167              | 144              | 30 | 44                   | 74                   | 164                  | –                    |                      |                      |
| Totaux LHOu          | Totaux LHOu           | Totaux LHOu          | 107   | 101              | 88               | 189              | 280              | –                | 9                | 6  | 4                    | 10                   | 51                   | –                    |                      |                      |
| Totaux Équipe Canada | Totaux Équipe Canada  | Totaux Équipe Canada | 33    | 10               | 13               | 23               | 30               | –                | —                | —  | —                    | —                    | —                    | —                    |                      |                      |

### Statistiques entraîneur
| Saison    | Équipe               | Ligue       |    | PJ | V  | D  | N  | Pr   | % V                  |  | Séries éliminatoires |
| 1999-2000 | Rebels de Red Deer   | LHOu        | 72 | 32 | 31 | 9  | 0  | 50,7 | Défaite au 1er tour  |  |                      |
| 2000-2001 | Rebels de Red Deer   | LHOu        | 72 | 54 | 12 | 3  | 3  | 79,2 | Champion WHL         |  |                      |
| 2001      | Rebels de Red Deer   | Memorial    | 4  | 3  | 1  | 0  | -  |      | Champion             |  |                      |
| 2001-2002 | Rebels de Red Deer   | LHOu        | 72 | 46 | 18 | 7  | 1  |      | Défaite en Finale    |  |                      |
| 2002-2003 | Rebels de Red Deer   | LHOu        | 72 | 50 | 17 | 3  | 2  | 72,9 | défaite en Finale    |  |                      |
| 2003-2004 | Rebels de Red Deer   | LHOu        | 72 | 35 | 22 | 10 | 5  | 59,0 |                      |  |                      |
| 2004-2005 | Rebels de Red Deer   | LHOu        | 72 | 36 | 26 | 6  | 4  | 56,9 | défaite au 1er tour  |  |                      |
| 2005      | Canada               | CM -20 ans  |    |    |    |    |    |      | Médaille d'Or        |  |                      |
| 2005-2006 | Rebels de Red Deer   | LHOu        | 72 | 26 | 40 | -- | 1  | 40,3 | hors des séries      |  |                      |
| 2006      | Canada               | CM -20 ans  |    |    |    |    |    |      | Médaille d'Or        |  |                      |
| 2006-2007 | Rebels de Red Deer   | LHOu        | 72 | 35 | 28 | -- | 9  | 54,9 | défaite au 1er tour  |  |                      |
| 2007      | Canada               | Super-Série |    |    |    |    |    |      | Champion de la série |  |                      |
| 2007-2008 | Devils du New Jersey | LNH         | 82 | 46 | 29 | -- | 7  | 60,4 | défaite au 1er tour  |  |                      |
| 2008-2009 | Devils du New Jersey | LNH         | 82 | 51 | 27 | -- | 4  | 64,6 | défaite au 1er tour  |  |                      |
| 2009-2010 | Flames de Calgary    | LNH         | 82 | 40 | 32 | -- | 10 | 54,9 | hors des séries      |  |                      |
| 2010-2011 | Flames de Calgary    | LNH         | 82 | 41 | 29 | -- | 12 | 57,3 | hors des séries      |  |                      |
| 2011-2012 | Flames de Calgary    | LNH         | 82 | 37 | 29 | -- | 16 | 54,9 | hors des séries      |  |                      |
| 2012      | Canada               | CM          |    |    |    |    |    |      | 5e place             |  |                      |
| 2012-2013 | Rebels de Red Deer   | LHOu        |    |    |    | -- |    |      |                      |  |                      |

## Honneurs et trophées
En tant que joueur: 

Alberta Junior Hockey League
- vainqueur de la Coupe Centennial en 1980.

Ligue nationale de hockey
- Vainqueur de la Coupe Stanley en 1982 et 1983.
- Participation au Match des étoiles de la LNH en 1985

Niveau international
- Vainqueur de la Coupe Canada à trois reprises (1984, 1987, 1991).

 En tant qu'entraîneur: 

Ligue de hockey de l'Ouest
- Vainqueur de la Coupe Memorial en 2001.

Niveau International
- Vainqueur de 2 médaille d'or avec Équipe Canada au Championnat du monde junior de hockey sur glace (2005 et 2006)
- Vainqueur de la Super-série avec le Canada en 2007.